# Air-Burst-Munition

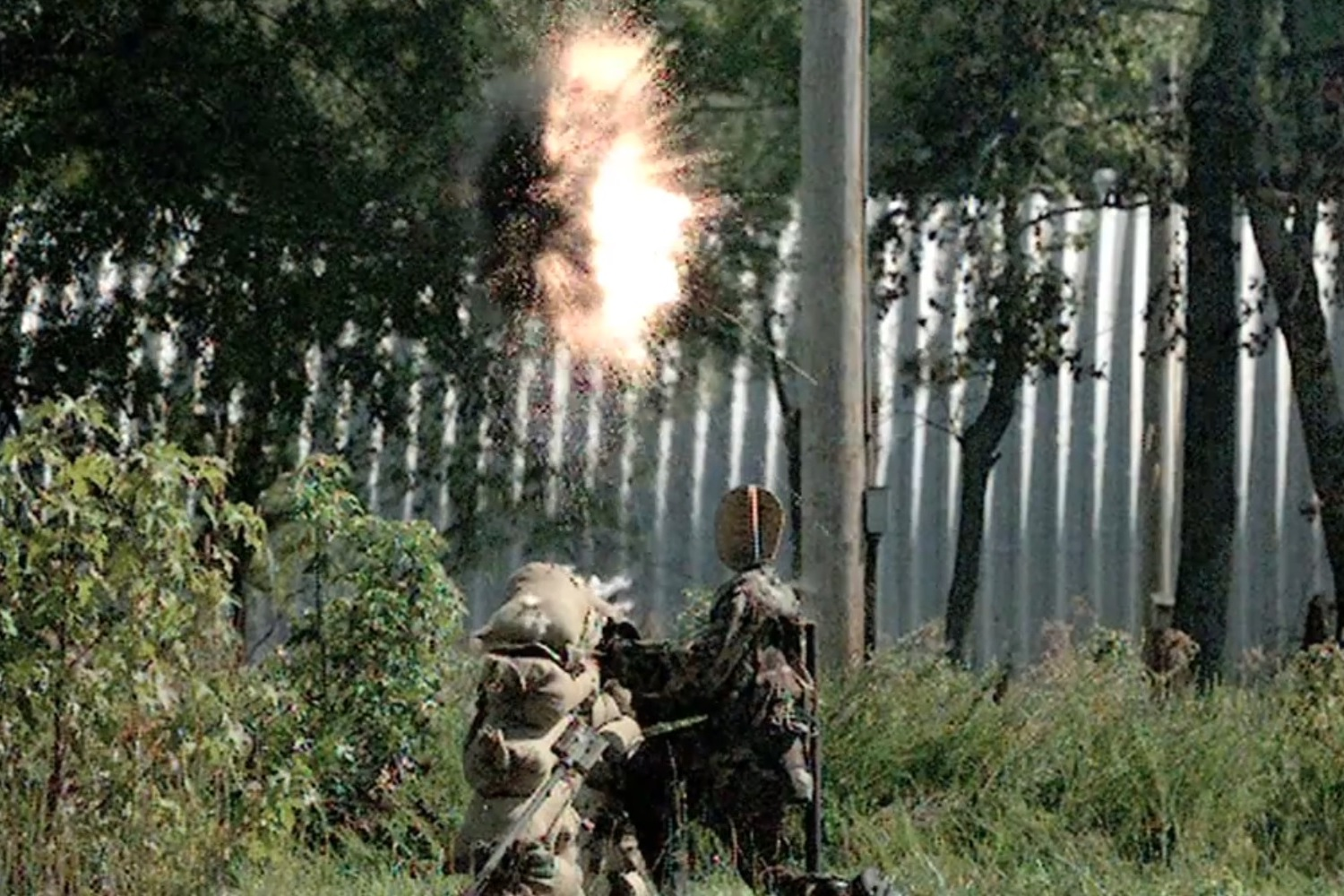
25-mm-Granate der HK XM25

Eine Air-Burst-Munition (englisch „in der Luft explodierende Munition“), auch kurz ABM, ist eine spezielle Munitionsart, die durch eine Zerlegerladung in der Luft zur Explosion gebracht wird.
ABM ist dadurch charakterisiert, dass sie vor oder über dem Ziel explodiert, ohne beispielsweise durch einen Aufschlagzünder ausgelöst zu werden. Durch diese Art der Zerlegung erzeugt sie eine Wolke von Splittern oder Submunitionen und ist daher eine moderne Form des Schrapnells.

## Verwendung
Ursprünglich im 19. Jahrhundert als Artilleriegeschoss konzipiert, wurde im Rahmen des OICW-Programms der US-Armee eine derartige Munition für Handfeuerwaffen erprobt, letztendlich mit dem Stopp des Programmes in den Vereinigten Staaten jedoch nicht eingeführt. Einsatzzweck war hierbei die Bekämpfung von Zielen, die sich hinter einer Deckung befinden. Die Idee wird vom koreanischen Daewoo K11 weitergeführt.
Mangels Durchschlagskraft ist Air-Burst-Munition gegen stark gepanzerte Ziele weniger effektiv, aufgrund ihrer Funktionsweise jedoch praktisch die einzige Munitionsart, mit der wirkungsvoll sogenannte RAM-Ziele (Raketen, Artilleriegranaten oder Mörsermunition) bekämpft werden können. Deshalb wird sie zum Beispiel in Nahbereichsverteidigungssystemen eingesetzt.